# Интеркосмос-8
«Интеркосмос-8» (заводское обозначение ДС-У1-ИК-2) — советский космический аппарат, построенный и запущенный по программе международных научных исследований «Интеркосмос». «Интеркосмос-8» по конструкции и назначению был аналогичен «Интеркосмосу-2» и предназначался для ионосферных исследований. «Интеркосмос-8» был вторым и последним в серии «Интеркосмос» спутником, построенным на платформе ДС-У1, не имевшей солнечных батарей и использовавшейся для непродолжительных полётов. Выбор для спутника, исследующего ионосферу, платформы ДС-У1 был связан с исключением влияния токов солнечных батарей на окружающую плазму. «Интеркосмос-8» был запущен на орбиту с наклонением 71° для исследования ионосферных процессов как в низких широтах, так и в авроральной области.

## Конструкция
Спутник «Интеркосмос-8» был построен на платформе ДС-У1, созданной в ОКБ-586 (впоследствии — «КБ Южное»). Спутник массой 260 кг представлял собой герметичный цилиндр c двумя полусферическими крышками, В средней цилиндрической части размещался радиотехнический комплекс, в состав которого входила система телеметрии, а также система терморегуляции и другие служебные системы. В задней части аппарата находилась система энергоснабжения с сухозаряженными  серебряно-цинковыми аккумуляторами ёмкостью 13 кВт*ч. В передней части располагалось научное оборудование.

## Полезная нагрузка
Научная аппаратура «Интеркосмоса-8» была разработана и создана научными учреждениями и организациями НРБ, ГДР, СССР и ЧССР. В её состав входили:
- сферические ионные ловушки для исследования концентрации положительных ионов (СССР, НРБ);
- зонд Ленгмюра для исследования концентрации и температуры электронов ионосферной плазмы (СССР, ГДР);
- датчик электронной температуры для изучения распределения электронной температуры (СССР, ЧССР);
- двухчастотный (20 Мгц и 30 Мгц) когерентный передатчик «Маяк» для измерения интегральной электронной концентрации между спутником и наземными радиоприёмными пунктами (ГДР);
- антенна для измерения двух магнитных компонент ОНЧ-поля (СССР);
- радиометр для измерений интенсивностей потоков электронов и ионов (СССР).

Все электронные блоки научной аппаратуры спутника были разработаны и изготовлены в НРБ, ГДР и ЧССР. В состав полезной нагрузки входило промежуточное запоминающее устройство, разработанное в ГДР, которое позволило проводить научные измерения на протяжении всего витка и передавать их результаты в зоне видимости центров управления полётом.

## Программа полёта
«Интеркосмос-8» был запущен 30 ноября 1972 года с космодрома Плесецк ракетой-носителем Космос-2 (11К63). Спутник выведен на околоземную орбиту с апогеем 679 км, перигеем 214 км, наклонением 71° и периодом обращения 93,2 мин. В международном каталоге COSPAR спутник получил идентификатор 1972-094A.
Спутник «Интеркосмос-8» работал на орбите до 1 февраля 1973 года. В ходе его полёта получены следующие научные результаты:
- измерены концентрации и температуры ионосферных электронов;
- получены данные о концентрации положительных ионов;
- определены интегральные электронные концентрации между спутником и наземными радиоприёмными пунктами;
- получены данные о  ионосфере северного и южного полушарий в субавроральной области;
- измерены потоки электронов с энергиями 40 кэВ и протонов с энергиями 1 МэВ.

«Интеркосмос-8» вошёл в атмосферу Земли и прекратил своё существование 2 марта 1973 года.

## Комментарии
1. ↑  Авроральная зона (авроральный овал) — область, занимаемая полярными сияниями, находится на высоте ~100-150 км. Окружает геомагнитный полюс, достигает геомагнитной широты ~78° на дневной стороне и ~68° на ночной стороне. С ростом геомагнитной возмущенности расширяется в более южные широты[2].